# Bouzeron
 Bouzeron  es una población y comuna francesa, en la región de Borgoña, departamento de Saona y Loira, en el distrito de Chalon-sur-Saône y cantón de Chagny.

## Demografía
| 225 | 198 | 151 | 153 | 164 | 145 |
| Para los censos de 1962 a 1999 la población legal corresponde a la población sin duplicidades (Fuente: INSEE [Consultar]) |     |     |     |     |     |